# ジノ・ヴァネリ

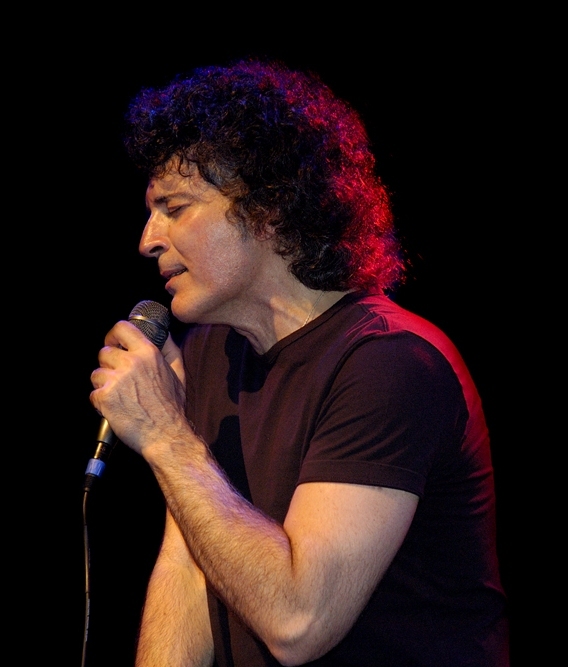
ジーノ・ヴァネリ (アムステルダム、2005年)

ジーノ・ヴァネリ（Gino Vannelli、1952年6月16日 - ）は、イタリア系カナダ人のシンガーソングライター。

## 略歴
ケベック州モントリオール生まれ。父親がビッグバンドのミュージシャンという音楽一家の環境で育つ。高校卒業後、カナダで最も権威のあるマギル大学で音楽を専攻し、その後ロサンゼルスに移り、A&Mレコードと契約。1973年にアルバム『クレイジー・ライフ』でデビューする。
ジーノの情熱的でソウルフルなボーカルと、キーボーディスト兼アレンジャーの兄・ジョー・ヴァネリが作るボサノヴァ、フュージョン色が濃いサウンドとの取り合わせは独特の世界観を持ち、時にはプログレッシブ・ロック的なコンセプト・アルバムも発表した。
歌唱力に加え、サウンド・クリエイト能力を合わせ持ち、「ミュージシャンズ・ミュージシャン」と称される程の評価を得る一方、セールス的にはあまり恵まれなかった。しかし、1978年にアルバム『ブラザー・トゥ・ブラザー』を発表し、「アイ・ジャスト・ワナ・ストップ」が全米4位、アリスタ・レコード移籍後のアルバム『ナイトウォーカー』からは「リビング・インサイド・マイセルフ」が全米6位を記録している。
1981年の『ナイトウォーカー』発表以降は、ジャズ寄りの音楽を探求し始め、現在でも精力的に活動を続けている。

## ディスコグラフィ

### アルバム
- 『クレイジー・ライフ』 - Crazy Life (1973年)
- 『パワフル・ピープル』 - Powerful People (1974年)
- 『夜明けの嵐』 - Storm At Sunup (1975年)
- 『ジスト・オブ・ジェミニ』 - The Gist Of The Gemini (1976年)
- 『ア・ポーパー・イン・パラダイス』 - A Pauper In Paradise (1977年)
- 『ブラザー・トゥ・ブラザー』 - Brother to Brother (1978年)
- 『ナイトウォーカー』 - Nightwalker (1981年)
- 『ブラック・カー』 - Black Cars (1985年)
- 『ワイルド・ホーシズ』 - Big Dreamers Never Sleep (1987年)
- 『ロマンティック』 - Inconsolable Man (1990年)
- 『ベスト・パフォーマンス』 - Live In Montreal (1992年)
- 『ヨンダー・トゥリー』 - Yonder Tree (1995年)
- 『スロウ・ラヴ』 - Slow Love (1998年)
- 『カント』 - Canto (2003年)
- These Are The Days (2006年)
- A Good Thing (2009年)
- 『ベスト・アンド・ビヨンド』 - The Best And Beyond (2009年)※過去曲をリアレンジ
- More of A Good Thing (2021年) - 2009年のアルバム「ア・グッド・シング」の最新リマスター・ヴァージョンにボーナス・トラックを3曲追加収録した内容